# Fågellim

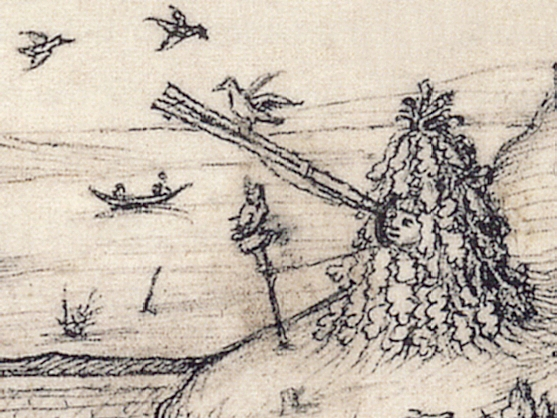
Illustration från 1480-talet av en fågelfängare med limstång.

Fågellim syftar på olika sorters lim som används vid en viss typ av fågeljakt. Limmet stryks på till exempel trädgrenar och fåglar som landar på dessa fastnar med fötterna varpå de plockas ned. Det kan också användas i kombination med en så kallad limstång. Traditionellt har fågellim bland annat tillverkats från mistelbär och järnekbark. 

## Limstång / limspö
En limstång, limspö eller limsticka var en stång eller pinne bestruken med fågellim som jägaren, antingen försökte träffa fågeln med, eller också satt stilla dold för att fågeln skulle landa på stången. Att löpa med limstång är ett föråldrat folkligt uttryck för att göra något förgäves. Den som sprang med en tom limstång visade att ansträngningarna uppenbart inte gav resultat.  

Gosse med limspö för småfågelfångst. Prov. Veraguas, Panamá. Veraguas. Panama - SMVK - 004270

Gosse fångar småfåglar med limspö. Panamanäset 1927

Gosse ordnar limspö för småfågelfångst i Panama 1927.

## Förbud
Jaktmetoden är förbjuden i flera länder, däribland Sverige. Användandet av fågellim har blivit Mål (C-79/03) i den europeiska gemenskapernas kommission mot Konungariket Spanien som bryter mot rådets direktiv i regionen Valencia.